# Amadeus V. (Savoyen)

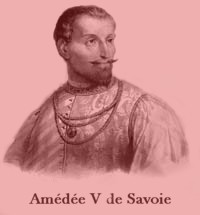
Amadeus V.

Amadeus V. von Savoyen, genannt der Große (* 1252 oder 1253; † 16. Oktober 1323 in Avignon), war ab 1285 Graf von Savoyen.

## Herkunft und Kindheit
Amadeus entstamme dem Haus Savoyen. Er war der zweitälteste Sohn von Thomas II. von Savoyen und dessen Frau Beatrice dei Fieschi. Sein Vater wurde 1255 in einer Fehde mit der Stadt Asti gefangen genommen und erst nach Mai 1257 freigelassen. Als Sicherheit musste er seine beiden ältesten Söhne, Amadeus und den älteren, höchstens fünf Jahre alten Thomas als Geisel stellen. Beim Tod seines Vaters im Februar 1259 wurden die beiden noch immer als Geiseln in Asti festgehalten. Auf Bitten ihrer Mutter Beatrice verhandelte sein Onkel Kardinal Ottobono Fieschi mit der Stadt und erreichte vor 1260 ihre Freilassung.

## Herr von Bresse
Amadeus Onkel Philipp hatte sich seit den 1250er Jahren bemüht, die französische Herrschaft Bresse zu erwerben. 1255 übernahm er die Vormundschaft über die minderjährige Teilerbin Sybille de Bâgé, die postume Tochter von Gui de Bâgé. Vor Juni 1266 verheiratete er sie mit Amadeus. Vor 1268 wurde Amadeus volljährig, und durch die Heirat war er Baron von Bâgé geworden. Vor 1272 starb Sybilles Onkel Alexander, der im Falle seines Todes seine Rechte an Philipp abgetreten hatte. Damit war die Bresse in einen Teil von Amadeus und einen von Philipp geteilt, doch um die Frage der Gesamtherrschaft kam es zum Konflikt zwischen den beiden. Der Streit wurde 1272 durch ein auf Burg Chillon geschlossenes Abkommen beigelegt. Darin erhielt Amadeus die Gesamtherrschaft, wofür er seinem Onkel Bourg und Châtillon-sur-Chalaronne überließ. Nach dem Vorbild von Savoyen setzte Amadeus in Bresse besoldete Vögte mit fest umrissenen Aufgaben anstelle der bisherigen Prévôts ein. Über ihre Einnahmen und Ausgaben mussten die Vögte regelmäßig Rechenschaft ablegen. Dazu wurden hauptamtliche Richter ernannt, die mit Rundreisen durch die Baronie die Hoheit des Barons durchsetzten.

## Unterstützung seines Onkels Philipp als Graf von Savoyen
Nach dem Testament von Amadeus Onkel Amadeus IV. hätte nach dem Tod von Graf Peter II. 1268 sein Bruder Thomas die Herrschaft in Savoyen antreten sollen. Wie Thomas akzeptierte aber auch Amadeus, dass gemäß dem Testament von Peter dessen Bruder Philipp die Herrschaft in Savoyen übernahm. Als im August 1271 ein Abkommen die Fehde zwischen Philipp und seiner Nichte Beatrix, Dauphine de Viennois beendete, bürgte Amadeus zusammen mit Thomas für seine Cousine. 1270 reiste er zusammen mit Thomas und ihrem jüngeren Bruder Ludwig nach England, um dort das Erbe ihres Onkels Peter zu beanspruchen. König Heinrich III. empfing sie herzlich, doch er hatte die Besitzungen von Peter bereits an seinen Sohn Eduard vergeben. Da dieser kurz vorher zu einem Kreuzzug aufgebrochen war, standen die Besitzungen unter einem besonderen Schutz. Erst nach der Rückkehr von Eduard könnten Amadeus und seine Brüder ihre Ansprüche erneuern. Zur Entschädigung versprach der König jedem der drei Brüder eine jährliche Pension von 100 Mark. Auf dem Rückweg nach Savoyen besuchten sie den mit ihnen verwandten französischen König Philipp III. in Paris. Dort erreichten die Brüder, dass endlich die Kaufleute aus Asti entschädigt wurden, die während des Kriegs ihres Vaters mit Asti in Frankreich verhaftet worden waren. Im Gegenzug gab Asti vor Juni 1270 drei der verpfändeten Städte im Piemont an Savoyen zurück.

## Krieg gegen Habsburg und das Dauphinat von Viennois
In der erneuten Fehde zwischen Savoyen und ihrer Cousine Beatrix, Dauphine de Viennois griff Amadeus Ende 1282 von Bresse aus Moirans an. Nach dem Tod seines älteren Bruders Thomas 1282 übernahm er anstelle seines alten Onkels Philipp in dem Konflikt die militärische Führung. Im Frühjahr 1283 griff aber König Rudolf von Habsburg auf der Seite von Beatrix in den Krieg ein. Er brach den im Sommer 1282 mit Savoyen geschlossenen Frieden und griff das Pays de Vaud an. König Rudolf selbst leitete die Belagerung von Murten, die aber scheiterte. Daraufhin griffen die königlichen Truppen Anfang Juni 1282 Payerne an. Im Dezember 1283 ergab sich die ausgehungerte Besatzung der Stadt. Angesichts der Überlegenheit des Königs war Amadeus zu Verhandlungen bereit. Er musste schließlich den Verlust von Murten, Gümmenen und Payerne akzeptieren. Dazu wurde das Bistum Lausanne zum Fürstbistum erhoben, so dass die Grafen von Savoyen ihren Status als Schutzherren des Bistums verloren. Weiter verloren die Grafen ihre Rechte in der Stadt Lausanne. Amadeus hatte damit den Krieg gegen König Rudolf verloren, aber nicht den Krieg gegen die Dauphine Beatrix. Im Februar 1284 brach König Rudolf sein Bündnis mit Beatrix, als er Herzog Robert II. von Burgund zum Herrn des Viennois ernannte. Damit überging er den Erbanspruch von Humbert de la Tour, der mit Beatrix Tochter Anne verheiratet war. Im Bündnis mit Herzog Rudolf II. von Burgund konnte Amadeus im Juni 1284 Treffort erobern. Danach zog er sich nach Bourg-en-Bresse zurück. Als Verhandlungen zwischen Herzog Rudolf und Humbert de la Tour ergebnislos blieben, eroberte Amadeus Marboz und Coligny-le-Neuf. Daraufhin eroberte Humbert de la Tour mit Unterstützung von Graf Amadeus II. von Genf Montfort-en-Revermont. 1284 konnte ein Heer aus Burgund in das Viennois einfallen, doch letztlich konnte Herzog Rudolf trotz der Unterstützung von Amadeus Humbert de la Tour nicht besiegen. Im Februar 1286 wurde schließlich ein Frieden geschlossen, in dem Herzog Rudolf von Burgund auf das Dauphinat von Viennois verzichtete. Stattdessen erhielt er Coligny und weitere Gebiete, die er an Amadeus weitergab. Amadeus hatte mit Coligny eine direkte Verbindung zwischen seinen Besitzungen Bresse und Bugey erworben. Im Gegenzug übergab er an Rudolf von Burgund Sagy und weitere Städte im Norden von Bresse.

## Erbe von Savoyen
Ab etwa 1283 kam es zum Streit zwischen Amadeus und seinem jüngeren Bruder Ludwig. Philipp von Savoyen hatte Ludwig als Erben im Pays de Vaud vorgesehen, doch dieser war mit diesem Anteil nicht einverstanden. Daraufhin versuchten verschiedene Mitglieder der Familie, darunter auch die Königinwitwen Margarete von Frankreich und Eleonore von England den Erbstreit zu schlichten. Am 16. August 1285 übernahm Amadeus nach dem Tod seines Onkels Philipp die Herrschaft als Graf von Savoyen, während Philipp, der älteste der noch minderjährigen Söhne seines Bruders Thomas die Besitzungen im Piemont erhielt. Der Konflikt mit Ludwig über dessen Erbe im Pays de Vaud war jedoch noch nicht beigelegt. Erst im Januar 1286, also mehrere Monate nach dem Tod von Philipp von Savoyen, kam es zu einer Einigung zwischen Amadeus und Ludwig. Danach erhielt Ludwig das gesamte Pays de Vaud einschließlich Moudon und Romont, dazu Saillon und Conthey im Valais sowie Pierre-Châtel in Bugey als Lehen seines Bruders.

## Herrschaft als Graf von Savoyen
Amadeus V. sicherte sich die Gebiete der Grafen von Genf, indem er am 1. Oktober 1285 einen Vertrag mit dem Bischof von Genf abschloss und sich zum Beschützer von Genf erklären ließ. Im Vertrag von Annemasse von 1287 erkannten der Graf von Genf und der Dauphin von Viennois die Oberherrschaft Savoyens an. 1301 verhandelte Amadeus mit dem Bischof Bonifaz von Challant von Sion, um die Streitigkeiten mit dem Wallis zu beenden.
Amadeus unterstützte offen die Städte in der Westschweiz weiter gegen König Rudolf. Dessen Herrschaft in den eroberten Gebieten im Pays de Vaud war noch nicht gefestigt. Aufgrund der vom König erhobenen neuen Steuern kam es 1285 zu Revolten in Bern und Freiburg. Nach dem Tod von König Rudolf 1291 konnte Amadeus Murten, Gümmenen und Payerne zurückerobern.
Amadeus schloss sich dem König von Frankreich Philipp IV. an und erhielt 1304 nach einem erfolgreichen Feldzug in Flandern (→ Schlacht von Mons-en-Pévèle) die  Grafschaft Maulévrier in der Normandie. In seinem Pariser Stadtpalast, dem Hôtel du comte de Savoie an der Porte Saint-Marcel (am südlichen Ende der heutigen Rue Descartes) wurden im Jahr 1309 siebzehn Tempelritter verhört.
Da Savoyen Teil des römisch-deutschen Reiches war, näherte sich Amadeus nach dem Tod Königs Albrecht I. von Habsburg 1308 dem neuen König und späteren Kaiser Heinrich VII. von Luxemburg an, mit dem Amadeus verschwägert war. Gegen die Politik des französischen Königs Philipp IV., der 1310 Lyon besetzen ließ, nahm Amadeus Partei für Heinrich. Wegen der machtpolitischen Verhältnissen verlor Savoyen den Einfluss auf Lyon und gab die Expansion nach Westen in Richtung Frankreich auf.
Amadeus V. begleitete Kaiser Heinrich VII. nach Italien (Romzug von Oktober 1310 bis August 1313, siehe auch Kaiser Heinrichs Romfahrt) und erhielt zum Dank 1313 den Titel eines Reichsgraf und die Herrschaft über die Lehen Asti und Ivrea.

## Nachkommen
Aus der 1272 mit Sibylle von Baugé geschlossenen Ehe gingen fünf Kinder hervor:
- Eduard († 1329), er trat als ältester Sohn die Nachfolge seines Vaters an;
- Aymon (* 1273; † 1343), Graf von Savoyen (1329) in der Nachfolge seines Bruders Eduard;
- Margarethe ⚭ 1296 Jean Marquis von Montferrat.
- Eleonore
  1. ⚭ 1292 Wilhelm von Chalon, Graf von Auxerre
  2. ⚭  Dreux de Mello (Haus Mello)
  3. ⚭ Jean, Graf von Forez
- Agnes ⚭ 1297 Wilhelm III. Graf von Genf
- Bonne ⚭ Hugo von Burgund

Nach dem Tod von Sibylle heiratete Amadeus V. 1297 Marie von Brabant. Mit ihr hatte er vier Töchter:
- Marie ⚭ 1309 im Alter von 11 Jahren Hugo, Baron von Faucigny verheiratet (Haus La Tour-du-Pin)
- Katharina[18] ⚭ 1315 Herzog Leopold I. von Österreich
- Anna ⚭ 1325 Andronikos III., Kaiser von Byzanz
- Beatrice ⚭ 1328 Heinrich von Kärnten